# 小山龍介
小山 龍介（こやま りゅうすけ、1975年（昭和50年） -  ）は、日本の広告プロデューサーである。福岡県出身。京都大学文学部哲学科美学美術史卒業。名古屋商科大学ビジネススクール准教授

## 略歴
- 1975年 福岡県生まれ。
- 1998年 京都大学文学部哲学科美学美術史卒業。東急エージェンシー入社。
- 2002年 サンダーバード国際経営大学院に入学し、2004年にMBAを取得。
- 2005年 オーバシーズインベスターズ株式会社取締役に就任。
- 2006年 松竹株式会社プロデューサーとして、歌舞伎やお笑いをテーマにした新規事業立ち上げを行っている。
- 2008年 松竹芸能株式会社事業開発室長を兼務。
- 2010年 株式会社ブルームコンセプト代表取締役。
- 2013年 名古屋商科大学大学院（NUCB Business School）マネジメント研究科客員教授。
- 2014年 一般社団法人ビジネスモデルイノベーション協会　代表理事。
- 2015年 名古屋商科大学大学院（NUCB Business School）マネジメント研究科准教授。

## 著書
- 「IDEA HACKS!」（東洋経済新報社）共著
- 「TIME HACKS!」（東洋経済新報社）
- 「ライフハックのつくりかた」（ソフトバンククリエイティブ）
- 「スーパーワークハック！」（アスコム）
- 「STUDY HACKS!」（東洋経済新報社）
- 「iPhone HACKS!」（宝島社）
- 「整理HACKS!」（東洋経済新報社）
- 「STATIONERY HACKS!」（マガジンハウス）
- 「会計HACKS!」（東洋経済新報社）
- 「RELAX HACKS!」（マガジンハウス）
- 「クラウドHACKS!」（東洋経済新報社）
- 「モチベーションを思うまま高める法」（三笠書房）
- 「Facebook HACKS!」（日経BP）
- 「IDEA HACKS!2.0」（東洋経済新報社）共著
- 「ビジネスモデル・ジェネレーション」（翔泳社）翻訳